# حادث قافلة مرجعيون
قافلة مرجعيون 2006 هي قافلة مكونة من تقريبا 759 عربة, تحمل أفراد من الشرطة اللبنانية والجيش ومدنيين وأحد مراسلين أسوسييتد برس, تم أستهدافها من قبل القوات الجوية الإسرائيلية بينما كانت تخرج من منطقة مرجعيون في 11 أغسطس 2006, مرجعيون هي بلدة ذات أغلبية مسيحية تبعد 8 كيلو مترات عن حدود فلسطين المحتلة (إسرائيل).
القافلة تم مهاجمتها بثمان إلى تسع صواريخ, النتيجة كانت وفاة 7 أشخاص على الاقل وجرح 36 شخص على الاقل وتدمير عدد من العربات, الحادثة كانت في أثناء حرب تموز